# 정지 전이 궤도
정지 천이 궤도(停止遷移軌道, 영어: geosynchronous transfer orbit, geostationary transfer orbit, GTO)는 인공위성의 궤도의 일종이다.
정지 궤도에 이르는 중간 단계의 궤도로서 지구에서 가깝게는 250km, 멀게는 35,786km의 타원형이다.
일단 천이궤도에 진입한 인공위성은 아무 동력 없이 순전히 뉴턴의 운동 법칙에 따라 관성만으로 돌게 된다.
이후 원지점에서 원지점모터(apogee motor)라는 추가동력을 사용, 원형의 정지궤도에 진입하게 된다.
이때 위성은 원하는 목표로 수평이동하게 되는데, 이것을 표류 궤도(drift orbit)라고 한다.

## 같이 보기
- 지구 저궤도
- 항공공학